# 화학화상

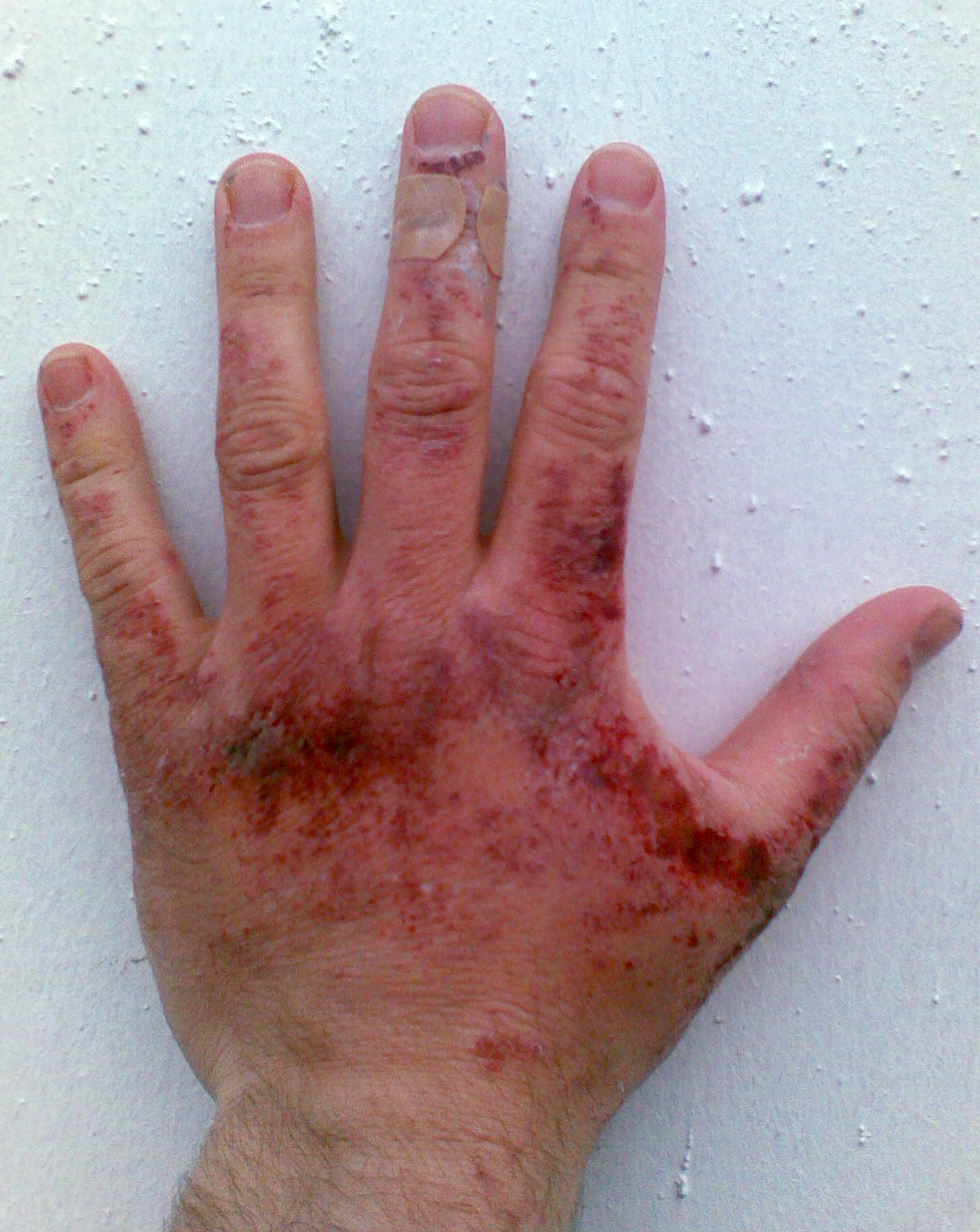
화학화상

화학화상(化學火傷)은 대부분 공장이나 실험실에서 일어나며, 피부나 의복이 강산이나 강알칼리와 접촉 시에 일어난다. 일반적으로 알칼리성 물질이 산성보다 조직손상을 심하게 일으킨다. 때때로 강한 화학물질의 연무가 화상을 일으키기도 하는데, 기도나 눈이 화학화상을 입게 된다. 화학물질에 의한 피부손상은 산이나 알칼리와 같은 화학물질은 심한 피부 손상을 일으킬 수 있다. 농축된 수산화나트륨(NaOH)이나 수산화칼륨(KOH) 등의 강알칼리는 피부에 깊숙이 침투할 수 있으므로 강산보다 더 심한 화상손상을 일으킨다.

## 응급처치
화학물질을 피부에서 제거하는 가장 좋은 방법은 물로 씻는 것이다. 대부분은 화상부위를 물로 씻기 시작하는 것만으로도 화상부위의 통증이 감소하기도 하지만, 시간이 지난 후에도 피부에 손상을 줄 수 있는 화학물질도 있으며, 손상이 진행되는 과정에도 아무런 통증도 유발하지 않는 화학물질도 있다. 화상이 페놀(Phenol)에 의한 것이라면 일단 화학화상에서처럼 물로 씻는다. 그러나 페놀은 물에 잘 녹지 않기 때문에 세척 후에는 글리세롤, 기름, 비눗물 등 폐놀과 결합하는 용매로 피부를 씻어야 한다. 또한 페놀은 전문적인 치료를 필요로 하므로 의료진에 의한 치료가 필요한 화상이다.  

## 같이 보기
- 대구 아동 황산테러 사건